# Bobroidy
Bobroidy (ukr. Боброїди, Bobrojidy) – wieś na Ukrainie, w obwodzie lwowskim, w rejonie lwowskim (wcześniej w rejonie żółkiewskim). W 2001 roku liczyła 557 mieszkańców.
- Cerkiew Położenia Pasa Przenajświętszej Bogurodzicy (1880–1882), zaprojektowana przez Sylwestra Hawryszkewycza